# Malina (dopływ Jedlicy)
Malina (niem. Forstlangwasser, Hofgrund) – potok, lewy dopływ Jedlicy o długości 6,5 km.
Potok płynie we wschodnich Karkonoszach. Jego źródła znajdują się w północnej części Kowarskiego Grzbietu, pomiędzy Czołem a Skalnym Stołem. Płynie łukiem, najpierw na północ, później na północny wschód głęboką, zalesioną doliną, w Krzaczynie, wypływa na obszar Kotliny Jeleniogórskiej, płynie odkrytym terenem, po czym poniżej Kowar wpada do Jedlicy.

## Szlaki turystyczne
Potok przecinają trzy szlaki turystyczne:
- w środkowym biegu, w Krzaczynie  zielony - prowadzący z Kowar do Karpacza,
- w górnym biegu wzdłuż potoku biegnie  żółty - prowadzący z Kowar na Przełęcz Okraj,
- w górnym biegu przecina go  zielony - prowadzący z Karpacza na Przełęcz Okraj.